# 小出英尚
小出 英尚（こいで ふさなお）は、丹波国園部藩第10代（最後）の藩主。吉親系小出家10代。

## 生涯
9代藩主・小出英教の長男。正室は坊城俊政の娘・録子。継室は浅倉七五郎の娘・菊江、庭田重胤の娘・胤子。子は英延（長男）、英経（次男）、英鋪（三男）、娘（東胤禄妻）、娘（松平義為（弟松平義生の長男）妻）、娘（大谷尊由妻）、娘（黒田長敬妻）。官位は従五位下、伊勢守。
嘉永2年（1849年）9月3日生まれ。安政3年（1856年）3月19日、父英発の死去により跡を継いだ。文久3年（1863年）2月15日、従五位下・伊勢守に叙任する。慶応3年（1868年）11月、朝廷の命令に応じて上洛し、早くから新政府側を支持する姿勢を示した。慶応4年（1869年）1月、藩主英尚は上洛中だったものの、園部の重臣たちは家中の意見をまとめ、西園寺公望が指揮する山陰道鎮撫軍に従った。
新政府は万が一京が戦火に飲み込まれる事態となった場合は、明治天皇を英尚の居城園部城に避難させるという策を立てた。そのため、慶応4年1月に英尚は新政府から園部城改築の許可を得る。同年4月に園部城改築を終える。結局、京は戦火から免れ、明治天皇も京にとどまった。
明治2年（1869年）6月20日、版籍奉還により藩知事となる。明治4年（1871年）7月14日、廃藩置県により免官となる。同年9月16日、東京に移住する。明治16年（1883年）11月、隠居し、息子の英延に家督を譲った。なお、明治17年（1884年）に英延は子爵となった。明治38年（1905年）9月27日、57歳で死去した。

## 系譜
- 父：小出英教（1829年 - 1855年）
- 母：小出英発の三女
- 正室：録子 - 坊城俊政の娘
- 継室：菊江 - 浅倉七五郎の娘
- 継々室：胤子 - 庭田重胤（庭田重基の子）の娘
- 生母不明の子女
  - 長男：小出英延 ‐ 子爵。掌典。岳父に細川行真。[1]
  - 次男：小出英経‐ 昭和天皇の侍従を務める。
  - 三男：小出英鋪
  - 女子：錠子 ‐ 東胤禄（遠藤胤城三男）の妻
  - 女子：松平義為（弟松平義生の長男）の妻
  - 女子：泰子 - 大谷尊由の妻
  - 女子：恵子 - 子爵黒田長敬の妻